# Carlos Alberto Brenes
Pour les articles homonymes, voir Brenes (homonymie).
Carlos Alberto Brenes Jarquín (né le 2 décembre 1884 à Masaya et mort le 2 janvier 1942 à Managua), est un homme d'État nicaraguayen et président du Nicaragua du 9 juin 1936 au 1er janvier 1937.

## Biographie
Après la fin de ses études en médecine à l'université de San Carlos du Guatemala, Brenes s'implique auprès du Parti libéral nationaliste et devient député au Parlement nicaraguayen. Il est plus tard installé au pouvoir par le chef de la Guardia Nacional (Garde nationale), Anastasio Somoza García après le coup d'État militaire fomenté par ce dernier contre Juan Bautista Sacasa. Il s'agissait de couvrir une période d'intérim, car Somoza García devait démissionner de son poste de chef de la Guardia pour pouvoir se présenter légalement à l'élection de la présidence du pays en novembre 1936.